# Мамиашвили, Виктор Геразиевич
Виктор Геразиевич Мамиашвили (род. 7 марта 1965, Конотоп, Сумская область) — советский и российский спортсмен, ныне тренер по греко-римской борьбе. Мастер спорта СССР международного класса, Заслуженный тренер России, кандидат педагогических наук, полковник.

## Биография
Родился 7 марта 1965 года в Конотопе на Украине. В 13 лет вместе с братом Михаилом увлекся греко-римской борьбой. Первым его тренером был Анатолий Ефремов, заслуженный тренер СССР. После переезда в Москву в 1978 году занимался борьбой у Эрека Задиханова, заслуженного тренера России, а затем — у Николая Есина, заслуженного тренера СССР. С 1981 года выступал за Центральный спортивный клуб армии.
Является серебряным призёром Спартакиады народов СССР, бронзовым призёром чемпионатов СССР и СНГ, победителем международных турниров категории «А» в Швеции, Чехословакии, Италии.
После окончания спортивной карьеры в 1991 году вскоре стал тренером. Подготовил пятикратного чемпиона мира, бронзового призера Олимпийских игр Гоги Когуашвили. За успехи на тренерском поприще Виктору Геразиевичу было присвоено звание Заслуженного тренера России.
В 2002 году окончил Российскую академию государственной службы при Президенте РФ. С 1995 года является президентом Федерации спортивной борьбы города Москвы. Также является вице-президентом Федерации спортивной борьбы России.
Награждён медалями ордена «За заслуги перед Отечеством» II и I степеней. Является автором и соавтором научно-методических пособий и публикаций.

### Семья
Женат, воспитывает четырёх сыновей. Брат ― Михаил, Заслуженный мастер спорта СССР по греко-римской борьбе.